# Зарембець
Зарембець (пол. Zarębiec, нім. Kleisack) — село в Польщі, у гміні Біскупець Ольштинського повіту Вармінсько-Мазурського воєводства.
Населення — 35 осіб (2011).
У 1975-1998 роках село належало до Ольштинського воєводства.

## Демографія
Демографічна структура станом на 31 березня 2011 року:
|          | Загалом | Допрацездатний вік | Працездатний вік | Постпрацездатний вік |
| -------- | ------- | ------------------ | ---------------- | -------------------- |
| Чоловіки | 19      | 5                  | 8                | 6                    |
| Жінки    | 16      | 1                  | 11               | 4                    |
| Разом    | 35      | 6                  | 19               | 10                   |